# The Deep Purple Singles A's and B's
The Deep Purple Singles A's and B's kompilacijski je album britanskog hard rock sastava Deep Purple, kojeg 1993. godine objavljuje diskografska kuća, 'EMI'.
Kompilacija sadrži kompletnu kolekciju Deep Purpleovih singlova objavljenih u Velikoj Britaniji. Ovo je ujedno i obnovljena Purpleova verzija starije kompilacije s izdanim singlovima iz 1978. godine. The Deep Purple Singles A's and B's, sadrži izvedbe Purpleovih postava MK I, II, III i IV iz 1968. – 1976.

## Popis pjesama
Sve pjesme napisali su Blackmore/Gillan/Glover/Lord/Paice, osim gdje je drugačije naznačeno.

### CD verzija iz 1993.
1. "Hush" (Joe South) – 4:24
2. "One More Rainy Day" (Lord/Evans) – 3:38
3. "Kentucky Woman" (Neil Diamond) – 4:04
4. "Emmaretta" (Blackmore/Evans/Lord) – 3:00
5. "The Bird Has Flown" (Blackmore/Evans/Lord) – 2:54
6. "Hallelujah" (Greenaway/Cook) – 3:44
7. "Speed King" (rana snimka, demoverzija s pianinom) – 4:26
8. "Black Night" – 3:28
9. "Strange Kind of Woman" – 3:49
10. "I'm Alone" – 3:06
11. "Fireball" – 3:21
12. "Demon's Eye" – 5:12
13. "Never Before" (singl obrada) – 3:30
14. "When a Blind Man Cries" – 3:32
15. "Smoke on the Water" (single obrada) – 3:48
16. "Black Night (uživo)" – 4:59
17. "Might Just Take Your Life" (singl obrada) (Blackmore/Lord/Coverdale/Paice) – 3:35
18. "Coronarias Redig" (Blackmore/Lord/Paice) – 4:54
19. "You Keep On Moving" (singl obrada) (Coverdale/Hughes) – 4:29
20. "Love Child" (Bolin/Coverdale) – 3:04

### LP verzija iz 1978.
1. "Hush" (South) - 4:25
2. "One More Rainy Day" (Lord/Evans)- 3:38
3. "Emmaretta" (Lord/Blackmore/Evans) - 2:59
4. "Wring That Neck" (Lord/Blackmore/Simper/Paice) - 5:12
5. "Hallelujah" (Greenaway/Cook) - 3:42
6. "April" part 1 (Blackmore/Lord) - 3:57
7. "Black Night" - 3:27
8. "Speed King" - 4:25 (Demo verzija s pianinom)
9. "Strange Kind of Woman" - 3:47
10. "I'm Alone" - 3:05 (b-strana sa singla "Strange Kind of Woman")
11. "Demon's Eye" - 5:12
12. "Fireball" - 3:23

## Izvođači
- Ritchie Blackmore - Gitara: skladbe 1-16
- Ian Gillan – Vokal, Usna harmonika : skladbe 6-16
- Roger Glover – Bas gitara : skladbe 6-16
- Jon Lord - Orgulje, Klavijature, Prateći vokali
- Ian Paice - Bubnjevi

- Rod Evans - Prvi vokal : skladbe 1-5
- Nick Simper - Bas gitara, Prateći vokali : skladbe 1-5

- David Coverdale - Vokal : skladbe 17-20
- Glenn Hughes - Bas gitara, Vokal : skladbe 17-20
- Tommy Bolin - Gitara : skladbe 19-20

## Vanjske poveznice
- Discogs.com - Deep Purple - The Deep Purple Singles A's and B's